# Fives-Lille Bt TMEP
 (juillet 2022).
Si vous disposez d'ouvrages ou d'articles de référence ou si vous connaissez des sites web de qualité traitant du thème abordé ici, merci de compléter l'article en donnant les références utiles à sa vérifiabilité et en les liant à la section « Notes et références ».

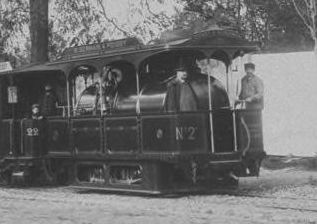
Locomotive sans foyer n°2 sur la ligne Poissy - Saint-Germain.

Les Fives-Lille Bt ou 020T  sont un type de locomotive sans foyer construit par Fives-Lille pour la ligne de tramway de Poissy à Saint-Germain des Tramways mécaniques des environs de Paris (TMEP).

## Histoire
Les cinq locomotives sont mises en service en 1896. Elles sont mises hors service depuis la fin de l'année 1911 jusqu'au début de l'année 1912 où l'exploitation de la ligne Poissy - Saint-Germain est intégralement assurée par trois automotrices du système Pieper[réf. nécessaire].

## Caractéristiques
- Nombre : 5 ;
- Numéros : 1-5 ;
- Essieux : Bt (020T) tender ;
- Mise en service : 1896 ;
- Hors service : 1911-1912.